# チョンブリ・ラヨーン日本人会
チョンブリ・ラヨーン日本人会（ちょんぶりらよーんにほんじんかい、タイ語：สมาคมญี่ปุ่นชลบุรี-ระยอง、英語:Chiang Mai Japanese Association）はタイ王国チョンブリー県に存在する日本人会。1998年設置。

## 概要
チョンブリ・ラヨーン日本人会は、タイの東部臨海開発地域の発展に伴って日系企業がチョンブリー県およびラヨーン県にある工業団地に進出していく中で、生活、教育、安全の確保の要望が高まり、1998年2月に｢チョンブリ・ラヨーン連絡会｣として設立された。その後会員数も増え、2003年10月に現在の｢チョンブリ・ラヨーン日本人会｣と名称を改めた。2009年4月、それまでの日本人補習校に代わりに泰日協会学校シラチャ校を開校。2009年9月1日、図書室の開室と会議室の貸し出しを開始した。現在、会員間の相互交流、危機管理の充実、情報ネットワークの構築に務めている。会員間での緊急連絡SMSの運用はすでに行われている。

## 組織
総会の下に、実務を行う運営委員会がおかれ、そのさらに下に部会が置かれる。2010年度から、「商工」・「コミュニティー」の2部門体制を改組し、運営委員会の下に6部会を設置した。運営委員会は、会長、副会長及び各地区から選出された役員で構成される。
- 商工部会
- 安全部会
- イベント部会
- 学校部会
- 広報部会
- 総務部会

## 会員
チョンブリー県およびラヨーン県とその周辺に在住する日本企業および日本人が会員となれる。
会員には｢企業会員｣と｢個人会員｣の2種類がある。
個人会員は20名、企業会員は247社（2014年4月1日現在）。
企業会員は14地区に分けた地区に所属し、それぞれの地区内から任命された地区委員が地区内の取りまとめ行う。
個人会員は主に、日系企業駐在員以外の日本人の方々、個人事業主・ロングステイ者などが対象。

## 所在地
タイ王国 チョンブリー県 シーラーチャー郡 タムボン・ムアンシーラーチャー ヂェームヂョームプラー通り2 ソーイ・テーサバーン イースタン・タワー・コンドミニアム 1F （ชัน 1 อีสเทิร์น ทาวเวอร์ คอนโดเนียม ซ.เทศบาล 2 ถ.เจิมจอมพลา ต.ศรีราชา อ.ศรีราชา จ.ชลบุรี 20110）

## シラチャ日本祭り
2009年11月28日、シーラーチャー市において第1回『シラチャ日本祭り』が行われ、日タイの交流が行われた。タイからはNeko Jumpなどが出演した。2010年12月18日には、第2回『シラチャ日本祭り』が行われた。